# Kronisk interstitiell cystit
Kronisk interstitiell cystit är ett kroniskt smärtsyndrom i trakten vid urinblåsan. Till skillnad från blåskatarr, som kännetecknas av dysuri, uppkommer smärtan när blåsan fylls och går över när den töms. Smärtan uppkommer med andra ord när man normalt sett skulle ha känt sig i behov av att urinera. Tillståndet leder till ökad urineringsfrekvens (polyuri). Interstitiell cystit (IC) kan bero på sår i blåsans slemhinna (ulcerös interstitiell cystit), eller förekomma utan sår (nonulcerös interstitiell cystit). Varianten med sår kallas klassisk interstitiell cystit, och kräver kirurgiska ingrepp.
Varför interstitiell cystit uppstår är oklart. Inflammation antas spela en avgörande roll i uppkomsten. Personer med sjukdomen har ett ökat antal proinflammatoriska cytokiner, nervtillväxtfaktor, och förhöjt CRP (snabbsänka) i serum, och sambandet tycks vara tydligast gällande interleukinerna och TNF-alfa. Cytokiner förekommer också i själva urinblåsan. Ulcerös form av interstitiell cystit kan leda till så kallad skrumpblåsa, vilket är en urinblåsa som är liten och med låg elasticitet.
Det är mycket vanligare att kvinnor drabbas av interstitiell cystit än män - det går uppåt tio kvinnor per man. Prevalensen är omkring 5-6/100 000.
Diagnosen ställs, sedan andra sjukdomar uteslutits (däribland frånvaro av bakteriuri), genom cystoskopi  och biopsi.